# 2020 en Israël
Chronologie d'Israël (en)
- 2016
- 2017
- 2018
- 2019
- 2020
- 2021
- 2022
- 2023
- 2024

Cette page concerne les évènements survenus en 2020 en Israël :

## Évènement
- Pandémie de Covid-19 en Israël
- 28 janvier : Plan de paix américain pour le conflit israélo-palestinien
- 2 mars : Élections législatives
  - Gouvernement Netanyahou V
- 12-15 mars : Tempêtes du Moyen-Orient (en)
- 16 mars : Début des manifestations contre Benjamin Netanyahu (en)
- 6 juillet : Lancement du satellite Ofek-16 (en)
- 27 juillet :
  - Affrontements entre Israël et le Hezbollah
  - Détention de Maher al-Akhras (en)
- 15 septembre-20 décembre ! Accords d'Abraham
- 15 septembre :
  - Accord de normalisation Bahreïn-Israël (en)
  - Accord de normalisation Émirats arabes unis-Israël (en)
- 20-22 octobre : 38e Congrès sioniste mondial (en)
- 22 décembre : Accord de normalisation Israël-Soudan (en)
- 22 décembre : Accord de normalisation Maroc-Israël (en)

## Sport
- Saison 2020 de l'équipe cycliste Israel Start-Up Nation
- Championnat d'Israël de football 2019-2020
- Championnat d'Israël de football 2020-2021

## Sortie de film
- Asia
- Israël, le voyage interdit
- Laila in Haifa
- La Mort du cinéma et de mon père aussi
- My Kid
- Yiddish

## Création
- Sharaka (en)

## Décès
- Avraham Barkai (en), historien.
- Menahem Ben (en), poète.
- Dov Ben-Meir (en), personnalité politique.
- Shlomo Eckstein (en), économiste.
- Menachem Friedman (en), professeur de sociologie.
- Peter Wertheimer (en), musicien.